# Parancistrocerus cylindricus
Parancistrocerus cylindricus (лат.) — вид одиночных ос рода Parancistrocerus (Eumeninae, Vespidae). Юго-Восточная Азия: Индонезия. Мелкие осы (длина менее 1 см; самка около 6 мм; самец неизвестен). Основная окраска чёрная со светлыми отметинами. Брюшко стебельчатое. От близких видов отличается следующими признаками: стернит S2 умеренно и почти регулярно выпуклый; передняя поверхность тергита Т1 сильно выпуклая и продолжается в дорсальную поверхность, образуя единую выпуклость; тонкий и правильный поперечный киль Т1 расположен примерно на половине высоты, укорочен по бокам и не достигает бокового края. Тергит T2 базально без глубокой и большой полости мезально. Затылочный киль полный. Вершина тергитов Т2 и Т3 не удлинена мезально. Вторая субмаргинальная ячейка переднего крыла нестебельчатая. На передней части переднеспинки есть пара срединных ямок. Вид был впервые описан в 1862 году французским зоологом Анри де Соссюром под названием Odynerus cylindricus de Saussure, 1862, а его валидный статус подтверждён в ходе ревизии юго-восточно-азиатских видов, проведённой в 2019 году энтомологами Т.Ли (Chongqing Normal University, Chongqing, КНР) и Джеймсом Карпентером (Division of Invertebrate Zoology, American Museum of Natural History, Нью-Йорк, США). Осы Parancistrocerus строят гнёзда в различных полостях, а взрослые самки охотятся на личинок насекомых, в которых происходит развитие личинок ос.